# Kalidium gracile
Kalidium gracile är en amarantväxtart som beskrevs av Edward Fenzl. Kalidium gracile ingår i släktet Kalidium och familjen amarantväxter. Inga underarter finns listade i Catalogue of Life.